# Georges Bacaouni
Georges Bacaouni (ur. 16 maja 1962) – duchowny melchicki, w latach 2014-2018 arcybiskup Akki, od 2018 arcybiskup Bejrutu i Dżubajl.

## Życiorys
Święcenia kapłańskie przyjął 30 lipca 1995. Inkardynowany do archidiecezji Bejrutu i Dżubajl, pracował przede wszystkim jako duszpasterz parafialny. Był także m.in. zastępcą ekonoma archidiecezjalnego oraz kierownikiem duszpasterstwa młodzieży.
22 czerwca 2005 Synod Kościoła melchickiego wybrał go na arcybiskupa Tyru (wybór został zatwierdzony 20 października 2005 przez papieża Benedykta XVI). Sakry biskupiej udzielił mu 27 listopada 2005 patriarcha Grzegorz III Laham.
21 czerwca 2014 papież Franciszek zatwierdził jego wybór na archieparchę Akki, dokonany w czasie obrad Synodu Kościoła melchickiego w dniach 16-21 czerwca tegoż roku. Ten sam papież 24 listopada 2018 zatwierdził także jego przeniesienie na stolicę arcybiskupią Bejrutu i Dżubajl (dokonane w czasie obrad Synodu w dniach 5-9 listopada).